# Masdevallia helenae
Masdevallia helenae är en orkidéart som beskrevs av Carlyle August Luer. Masdevallia helenae ingår i släktet Masdevallia och familjen orkidéer.
Artens utbredningsområde är Bolivia. Inga underarter finns listade i Catalogue of Life.